# یوتا (حرف)
یوتا (بزرگ: Ι، کوچک: ι; (به یونانی: Ιώτα) [jɒta] Yota) نهمین حرف الفبای یونانی است. و در دستگاه شمارش یونانی مقدار ده را دارد. این حرف از حرف فنیقی یوده () مشتق شده‌است. حروف همردیف آن در لاتین I و J در خط سیرلیک ای ده‌دهی (سیریلیک) (І, і), یی (Ї, ї), جه (Ј, ј)، و حروف یوتادار هستند (مثلاً یو (Ю, ю)).
یوتا در فارسی به حروف ی و ج نزدیکی می‌کند.
این حرف در الفبای یونانی قدیم برابر ی تلفظ می‌شده‌است اما در یونانی جدید دیگر کاربرد خود را از دست داده‌است.

## نماد
| الفبای یونانی | الفبای یونانی | الفبای یونانی | الفبای یونانی | الفبای یونانی | الفبای یونانی | الفبای یونانی | الفبای یونانی | الفبای یونانی | الفبای یونانی | الفبای یونانی | الفبای یونانی | الفبای یونانی | الفبای یونانی | الفبای یونانی | الفبای یونانی | الفبای یونانی | الفبای یونانی | الفبای یونانی | الفبای یونانی | الفبای یونانی | الفبای یونانی | الفبای یونانی | الفبای یونانی |
| ------------- | ------------- | ------------- | ------------- | ------------- | ------------- | ------------- | ------------- | ------------- | ------------- | ------------- | ------------- | ------------- | ------------- | ------------- | ------------- | ------------- | ------------- | ------------- | ------------- | ------------- | ------------- | ------------- | ------------- |
| Αα            | Ββ            | Γγ            | Δδ            | Εε            | Ζζ            | Ηη            | Θθ            | Ιι            | Κκ            | Λλ            | Μμ            | Νν            | Ξξ            | Οο            | Ππ            | Ρρ            | Σσς           | Ττ            | Υυ            | Φφ            | Χχ            | Ψψ            | Ωω            |
|               |               |               |               |               |               |               | Ϝϝ*           | Ϛϛ*           | Ͱͱ*           | Ϻϻ*           | Ϙϙ*           | Ϟϟ*           | Ͳͳ*           | Ϡϡ*           | Ϸϸ*           |               |               |               |               |               |               |               |               |